# 盧崇玉
盧崇玉，表字耀崑，清治道光、咸豐年間人士，為清代臺灣重要書坊松雲軒的創辦人，原居福建省泉州府晉江縣南門外二十都沙美鄉。他在松雲軒所印書籍的牌記中常以「府縣學佾生」、「臺郡松雲軒主人」、「郡城天公壇總理六品職員」等名銜落款。

## 家庭
盧崇玉的母親為林氏，兄弟有盧崇獻與盧崇南；娶妻吳氏，育有盧書友、盧亦香等四子。